# Torups socken
Torups socken i Halland ingick i Halmstads härad (med en del före 1929 i Tönnersjö härad), ingår sedan 1974 i Hylte kommun i Hallands län och motsvarar från 2016 Torups distrikt.
Socknens areal är 222,10 kvadratkilometer, varav 212,45 land. År 2000 fanns här 2 434 invånare. Tätorten Rydöbruk samt tätorten Torup med sockenkyrkan Torups kyrka ligger i socknen.

## Administrativ historik
Torups socken har medeltida ursprung. En del av socknen som låg söder om Nissan tillhörde före 1929 Tönnersjö härad.
Vid kommunreformen 1862 övergick socknens ansvar för de kyrkliga frågorna till Torups församling och för de borgerliga frågorna till Torups landskommun.  Landskommunen utökades 1952 och uppgick 1974 i Hylte kommun.
1 januari 2016 inrättades distriktet Torup, med samma omfattning som församlingen hade 1999/2000.
Socknen har tillhört fögderier och domsagor enligt Halmstads härad. De indelta båtsmännen tillhörde Södra Hallands första båtsmanskompani.

## Geografi

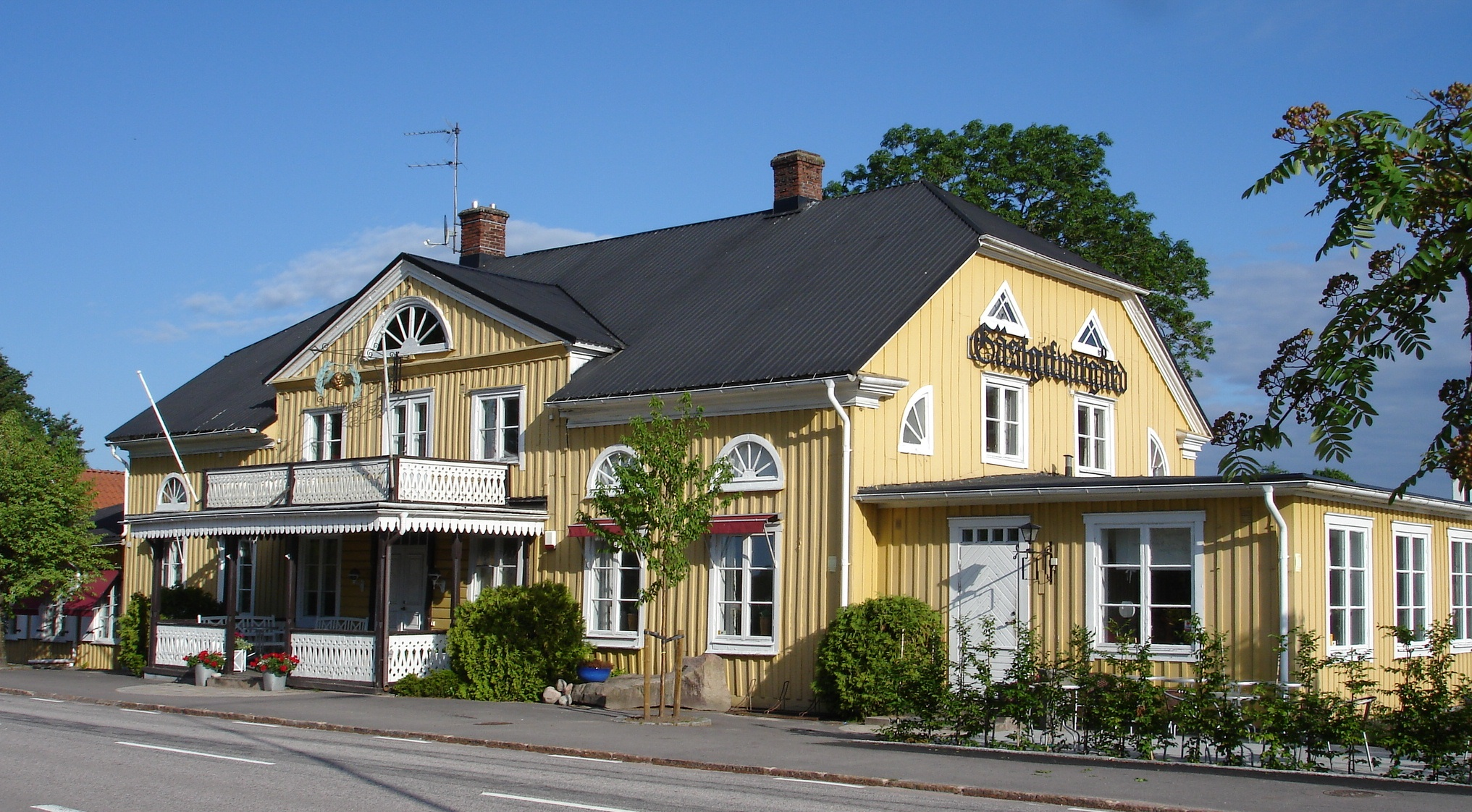
Torups gästgivaregård. Tidigare kallat Gästgivargården i Sjögård

Torups socken ligger kring Nissan och dess tillflöde Kilaån. Socknen är en sjö- och mossrik skogs- och bergsbygd omkring dalbygder utmed åarna. De största insjöarna är Sandsjön och Högsjön som båda delas med Färgaryds socken, Stora Allgunnen, Lilla Frillen och Stora Frillen som alla delas med Femsjö socken samt Nordsjön och Mjälasjön.
Sätesgårdar var Gustavsbergs herrgård, Rydö bruk och Brännö säteri.
Sjögård i Torups kyrkby var ett gästgiveri.
Det uppfördes i slutet av 1830-talet och kallas numera Torups Gästgivargård.

## Fornlämningar
Från stenåldern finns ett 20-tal boplatser. Från järnåldern finns fem gravfält med bland annat treuddar. En borgruin finns på en holme i Nissan.

## Namnet
Namnet (1288 Thorthathorp) kommer från en (nu försvunnen) gård. Förleden innehåller mansnamnet Tord. Efterleden  är torp, 'nybygge'.

## Befolkningsutveckling
| Befolkningsutvecklingen i Torups socken 1790–1990                                                       | Befolkningsutvecklingen i Torups socken 1790–1990 | Befolkningsutvecklingen i Torups socken 1790–1990 | Befolkningsutvecklingen i Torups socken 1790–1990 | Befolkningsutvecklingen i Torups socken 1790–1990 |
| --- | ------------------------------------------------- | ------------------------------------------------- | ------------------------------------------------- | ------------------------------------------------- |
| |                                                   |                                                   |                                                   |                                                   |
| År |                                                   |                                                   | Folkmängd                                         |                                                   |
| 1790 | 1790                                              |                                                   | 1 448                                             |                                                   |
| 1800 | 1800                                              |                                                   | 1 563                                             |                                                   |
| 1810 | 1810                                              |                                                   | 1 566                                             |                                                   |
| 1820 | 1820                                              |                                                   | 1 491                                             |                                                   |
| 1830 | 1830                                              |                                                   | 1 666                                             |                                                   |
| 1840 | 1840                                              |                                                   | 1 817                                             |                                                   |
| 1850 | 1850                                              |                                                   | 2 101                                             |                                                   |
| 1860 | 1860                                              |                                                   | 2 352                                             |                                                   |
| 1870 | 1870                                              |                                                   | 2 446                                             |                                                   |
| 1880 | 1880                                              |                                                   | 2 781                                             |                                                   |
| 1890 | 1890                                              |                                                   | 2 589                                             |                                                   |
| 1900 | 1900                                              |                                                   | 2 918                                             |                                                   |
| 1910 | 1910                                              |                                                   | 3 062                                             |                                                   |
| 1920 | 1920                                              |                                                   | 2 907                                             |                                                   |
| 1930 | 1930                                              |                                                   | 2 730                                             |                                                   |
| 1940 | 1940                                              |                                                   | 2 427                                             |                                                   |
| 1950 | 1950                                              |                                                   | 2 395                                             |                                                   |
| 1960 | 1960                                              |                                                   | 2 825                                             |                                                   |
| 1970 | 1970                                              |                                                   | 2 743                                             |                                                   |
| 1980 | 1980                                              |                                                   | 2 625                                             |                                                   |
| 1990 | 1990                                              |                                                   | 2 693                                             |                                                   |
| Anm: Källor: Umeå universitet - Tabellverket 1749-1859, Demografiska databasen, CEDAR, Umeå universitet |                                                   |                                                   |                                                   |                                                   |